# Пертузио
Пертузио (итал. Pertusio) — коммуна в Италии, располагается в регионе Пьемонт, в провинции Турин.
Население составляет 698 человек (2008 г.), плотность населения составляет 175 чел./км². Занимает площадь 4 км². Почтовый индекс — 10080. Телефонный код — 0124.
Покровителями коммуны почитаются святой Фирмин Амьенский и священномученик Лаврентий, празднование 10 августа.

## Демография
Динамика населения:

## Администрация коммуны
- Официальный сайт: http://www.comune.pertusio.to.it/ Архивная копия от 5 апреля 2010 на Wayback Machine